# Agryppa (herb szlachecki)
Agryppa – polski herb szlachecki, odmiana herbu Dębno.

## Opis herbu
Opis zgodnie z klasycznymi regułami blazonowania:
W polu czerwonym krzyż srebrny równoramienny sięgający brzegów tarczy, z łękawicą srebrną pod lewym ramieniem. Klejnot: pióro strusie srebrne.

## Najwcześniejsze wzmianki
Znany z pieczęci z XVI w., przedstawionej w Nieznanej szlachcie polskiej i jej herbach Wiktora Wittyga.

## Herbowni
Agryppa (Agrippa)